# كافار
كافار (بالأرمنية: Գավառ)‏ هي بلدية في أرمينيا تقع في أرمينيا في محافظة غغاركونيك. يقدر عدد سكانها بـ 25,700 نسمة ومساحتها 16 كم2 وترتفع عن سطح البحر 1,982 متر.

## المناخ
يظهر الجدول التالي التغييرات المناخية على مدار السنة لغاوار:
| البيانات المناخية لـغاوار         | البيانات المناخية لـغاوار | البيانات المناخية لـغاوار | البيانات المناخية لـغاوار | البيانات المناخية لـغاوار | البيانات المناخية لـغاوار | البيانات المناخية لـغاوار | البيانات المناخية لـغاوار | البيانات المناخية لـغاوار | البيانات المناخية لـغاوار | البيانات المناخية لـغاوار | البيانات المناخية لـغاوار | البيانات المناخية لـغاوار | البيانات المناخية لـغاوار |
| الشهر                             | يناير                     | فبراير                    | مارس                      | أبريل                     | مايو                      | يونيو                     | يوليو                     | أغسطس                     | سبتمبر                    | أكتوبر                    | نوفمبر                    | ديسمبر                    | المعدل السنوي             |
| --------------------------------- | ------------------------- | ------------------------- | ------------------------- | ------------------------- | ------------------------- | ------------------------- | ------------------------- | ------------------------- | ------------------------- | ------------------------- | ------------------------- | ------------------------- | ------------------------- |
| الدرجة القصوى °م (°ف)             | 10.6 (51.1)               | 11.9 (53.4)               | 18.5 (65.3)               | 25.1 (77.2)               | 27.6 (81.7)               | 30.5 (86.9)               | 32.7 (90.9)               | 34.1 (93.4)               | 30.1 (86.2)               | 24.5 (76.1)               | 20.6 (69.1)               | 12.7 (54.9)               | 34.1 (93.4)               |
| متوسط درجة الحرارة الكبرى °م (°ف) | −0.6 (30.9)               | −0.3 (31.5)               | 3.4 (38.1)                | 10.7 (51.3)               | 15.4 (59.7)               | 19.7 (67.5)               | 22.8 (73.0)               | 23.1 (73.6)               | 20.3 (68.5)               | 14.0 (57.2)               | 7.0 (44.6)                | 1.3 (34.3)                | 11.4 (52.5)               |
| المتوسط اليومي °م (°ف)            | −6.3 (20.7)               | −6.1 (21.0)               | −1.8 (28.8)               | 5.3 (41.5)                | 9.5 (49.1)                | 13.2 (55.8)               | 16.3 (61.3)               | 16.4 (61.5)               | 12.7 (54.9)               | 7.5 (45.5)                | 1.5 (34.7)                | −4.0 (24.8)               | 5.4 (41.6)                |
| متوسط درجة الحرارة الصغرى °م (°ف) | −11.9 (10.6)              | −11.9 (10.6)              | −7.0 (19.4)               | −0.2 (31.6)               | 3.5 (38.3)                | 6.6 (43.9)                | 9.7 (49.5)                | 9.7 (49.5)                | 5.1 (41.2)                | 1.0 (33.8)                | −4.1 (24.6)               | −9.4 (15.1)               | −0.7 (30.7)               |
| أدنى درجة حرارة °م (°ف)           | −33 (−27)                 | −32.7 (−26.9)             | −30.9 (−23.6)             | −22.2 (−8.0)              | −15.2 (4.6)               | −4.8 (23.4)               | −3.1 (26.4)               | −2.2 (28.0)               | −5.8 (21.6)               | −21.2 (−6.2)              | −27.2 (−17.0)             | −27.6 (−17.7)             | −33 (−27)                 |
| الهطول مم (إنش)                   | 17.1 (0.67)               | 24.7 (0.97)               | 40.2 (1.58)               | 52.3 (2.06)               | 69.3 (2.73)               | 79.4 (3.13)               | 61.1 (2.41)               | 49.0 (1.93)               | 23.5 (0.93)               | 35.0 (1.38)               | 31.1 (1.22)               | 19.8 (0.78)               | 502.5 (19.79)             |
| متوسط أيام هطول الأمطار (≥ 1 mm)  | 4.29                      | 5.84                      | 8.42                      | 9.94                      | 13.26                     | 11.35                     | 8.39                      | 7.43                      | 4.61                      | 7.43                      | 5.29                      | 4.83                      | 91.08                     |
| المصدر #1: Météo climat stats     |                           |                           |                           |                           |                           |                           |                           |                           |                           |                           |                           |                           |                           |
| المصدر #2: Météo Climat           |                           |                           |                           |                           |                           |                           |                           |                           |                           |                           |                           |                           |                           |

## أعلام
- هوفهانس غوهاريان